# Ninoxe de Sumba
Ninox rudolfi
Espèce
Statut de conservation UICN

 NT  : Quasi menacé
Statut CITES
La Ninoxe de Sumba  (Ninox rudolfi) est une espèce de rapaces nocturnes de la famille des Strigidae.

## Distribution
Cette espèce est endémique de Sumba dans l'archipel des petites îles de la Sonde en Indonésie.

## Publication originale
- Meyer, 1882 : On Ninox rudolfi, a new Species of Hawk-Owl from the Malay Archipelago. Ibis, vol. 24, p. 232–234.